# Juan Emiliano O'Leary (Paraguay)
Juan Emiliano O'Leary es una ciudad ubicada en el departamento de Alto Paraná. Se encuentra a 250 km de Asunción y a 80 km de la capital departamental Ciudad del Este, conectada por la Ruta PY02. Se extiende de ambos lados teniendo en cuenta la ruta, limita al norte el río Yguazú y Tembiaporá, al sur el río Monday y San Cristóbal, al este con Mallorquín y al oeste con Ocampos.

## Historia
Antiguamente la localidad era conocida como Che'íro Kue (She íro cué), se desmembró de Kaarendy y este a su vez de Hernandarias, actual Dr. Juan León Mallorquín, por medio de una Ley 21/68 del 30 de octubre de 1968, que creaba un distrito y una Municipalidad de tercera categoría designándola el nombre del escritor y periodista e historiador Juan E. O'Leary.
O'Leary fue periodista, historiador, político, poeta y ensayista paraguayo (12 de junio de 1879 - 31 de octubre de 1969, Asunción, Paraguay) fue hijo del matrimonio de Juan Emilio O'Leary y Dolores Urdapilleta Carísimo (ambos viudos). Cursó la primaria en el Colegio de Niños de Encarnación y la secundaria en el Instituto Paraguayo. Posteriormente pasó al Colegio Nacional de la Capital. Viaja a Buenos Aires para estudiar medicina, pero regresa a Asunción para estudiar Derecho hasta el tercer año. El periodismo y el ejercicio de la cátedra ocupaban todo su tiempo. Ejerció la cátedra, en el Colegio Nacional, de Geografía, Historia Americana y Nacional y Castellano, y en la Escuela Normal la cátedra de Historia Universal.
Se inició en el periodismo estudiantil con La juventud (1897). En 1902 se casó con Dorila Gómez. Tuvieron una hija, Dolores Rosa, nacida en 1903 en Asunción, fallecida a los doce años, y un hijo, Juan Emilio que fuera Director de Protocolo del Ministerio de Relaciones Exteriores. Fueron sus maestros: Manuel Gondra, Cecilio Báez, Manuel Domínguez, Ramón Zubizarreta y Emeterio González.
En 1910 fue director del Archivo Nacional. Escribió para varios periódicos de la época. También fue militante de la ANR. Ocupó varios cargos en el Parlamento y cargos en la Administración Pública y en el exterior.
Se convirtió en el mayor defensor del Mariscal Francisco Solano López, muerto en el Combate de Cerro Corá. Juntamente con Ignacio A. Pane y Enrique S. López iniciaron la campaña de reivindicación del citado militar, dando comienzo a lo que se llamó la corriente revisionista de la historia paraguaya. Murió el 31 de octubre de 1969 a los 90 años.

## Demografía
Según datos oficiales del censo paraguayo de 2022, la población del distrito ascendía a 16 092 habitantes. El distrito se compone de 17 compañías: Villa del Rosario, 8 de Diciembre, 3 de Mayo, Tacuaró Sur, Tacuaró Norte, Ka´a Jovai, Barrio Fatima, San Rafael, Calle R. I. 14 Cerro Corá Sur, R. I. Norte, La Victoria Guazú Sur, La Victoria Norte, María Auxiliadora, Virgen Inmaculada Concepción, San Pablo, San Agustín, Las Mercedes, San Francisco, San Isidro Sur y Norte, Mbaracau, Taroby y La Candelaria.
La mayor parte  de personas que conforman la localidad emigraron desde Primero de Marzo, el cual limita al oeste con la comunidad de Tacuaro norte y al este con la comunidad de La Victoria. actualmente cuenta con una Escuela primaria que fue habilitada en el año 1970. La conmemoración de la festividad es cada 30 de octubre. La riqueza con que cuentan los pobladores es el Río Iguazú, que contiene variedades de especies de pescados que son comercializados en Ciudad del Este. Mayormente la población se dedica a la producción de Horticolas. La Primera Escuela Se llama Maria Auxiliadora y funcionaba en el lugar denominado cruce Ko'e Rory así también la Primera Subcomisaria Funcionaba en el lugar denominado cruce tacuaro.